# کارولینا فرز
کارولینا فرز (انگلیسی: Carolina Férez؛ زادهٔ ۲۶ ژوئن ۱۹۹۱) بازیکن فوتبال اهل اسپانیا است.
از باشگاه‌هایی که در آن بازی کرده‌است می‌توان به باشگاه فوتبال زنان بارسلونا و باشگاه فوتبال زنان والنسیا اشاره کرد.
وی همچنین در تیم‌های ملی فوتبال زنان اسپانیا و Catalonia women's national football team بازی کرده‌است.